# サン・ジョルジョ・ラ・モラーラ
サン・ジョルジョ・ラ・モラーラ（イタリア語: San Giorgio La Molara）は、イタリア共和国カンパニア州ベネヴェント県にある、人口約3,000人の基礎自治体（コムーネ）。

## 地理

### 位置・広がり
ベネヴェント県のコムーネ。県都ベネヴェントから北東へ19kmの距離にある。

#### 隣接コムーネ
隣接するコムーネは以下の通り。括弧内のAVはアヴェッリーノ県所属を示す。
- ブオナルベルゴ
- カザルボレ (AV)
- フォイアーノ・ディ・ヴァル・フォルトーレ
- ジネストラ・デッリ・スキアヴォーニ
- モリナーラ
- モンテファルコーネ・ディ・ヴァル・フォルトーレ
- パドゥーリ
- パーゴ・ヴェイアーノ
- サン・マルコ・デイ・カヴォーティ